# Dolní Podluží
Dolní Podluží (en allemand : Dolníedergrund) est une commune du district de Děčín, dans la région d'Ústí nad Labem, en Tchéquie. Sa population s'élevait à 1 173 habitants en 2021.

## Géographie
Dolní Podluží se trouve à 30 km au nord-est de Děčín, à 46 km au nord-est d'Ústí nad Labem et à 91 km au nord de Prague.
La commune est limitée par Varnsdorf au nord, par l'Allemagne à l'est, par Mařenice au sud-est, Jiřetín pod Jedlovou au sud et par Horní Podluží à l'ouest.

## Histoire
La première mention écrite du village date de 1378.

## Transports
Par la route, Dolní Podluží se trouve  à 6 km de Varnsdorf, à 36 km de Děčín, à 60 km d'Ústí nad Labem et à 119 km de Prague.